# Carlos Mármol
Carlos Agustin Mármol (né le 14 octobre 1982 à Bonao, République dominicaine) est un ancien lanceur de relève droitier de baseball qui joue dans les Ligues majeures de 2006 à 2014.
Stoppeur des Cubs de Chicago pendant plusieurs saisons, il représente cette équipe au match des étoiles en 2008.

## Biographie

### Ligues mineures
Carlos Mármol signe son premier contrat professionnel avec les Cubs le 3 juillet 1999 comme agent libre non-repêché. En 2000, il est aligné dans le champ extérieur en Dominican Summer League avec l'équipe des recrues des Cubs. La saison suivante, il rejoint l'Arizona League où il joue comme champ extérieur puis comme receveur. En 2002, il joue le début de la saison au champ extérieur en Arizona League, avec une apparition comme lanceur de relève, puis est promu au niveau A avec les Lansing Lugnuts (Midwest League) où il joue au poste de receveur.
Au début de la saison 2003, Mármol est repositionné comme lanceur, d'abord en relève, puis au poste de lanceur partant en Arizona League. Il termine la saison avec 74 retraits sur prises, le meilleur total de la ligue, en 15 rencontres (9 départs). En 2004, il est intégré dans la rotation des lanceurs des Lansing Lugnuts. Il finit la saison avec 14 victoires pour 8 défaites en 26 rencontres (24 départs) et 154 retraits sur prises en 154 2⁄3 manches.
Il obtient une nouvelle promotion en 2005 en rejoignant les Daytona Cubs en Florida State League. En 13 départs, il remporte 6 victoires pour 2 défaites, ce qui lui vaut d'être élu pour le match des étoiles de la ligue, puis d'être appelé au niveau AA pour la fin de saison. En Southern League avec les West Tennessee Diamond Jaxx, il commence 14 rencontres pour un bilan de 3 victoires et 4 défaites. En novembre 2005, il est ajouté à l'effectif des 40 joueurs des Cubs en prévision de la pré-saison 2006. Il lance lors de deux matchs pendant les matchs de préparation et retourne en Southern League pour le début de saison.

### Cubs de Chicago

#### Saison 2006
Le 4 juin 2006, il joue son premier match avec l'équipe des Cubs de Chicago contre les Cardinals de Saint-Louis. Il entre en 7e manche et retire 3 frappeurs sur prises en deux manches. Deux jours plus tard, il lance deux manches face aux Astros de Houston, retirant une nouvelle fois 3 frappeurs sur prises. Le 11 juin, il fait ses débuts comme lanceur partant en remplacement de Kerry Wood, blessé à l'épaule. Pour sa première saison en Ligue majeure, il termine avec 5 victoires pour 7 défaites, 59 retraits sur prises et une moyenne de 6,08 points mérités.

#### Saison 2007
Mármol commence la saison 2007 avec les Iowa Cubs en Ligue internationale avant d'être rappelé en Ligue majeure le 18 mai pour renforcer les lanceurs de relève en difficulté depuis le début de saison. Il n'accorde aucun point lors de ses dix premières apparitions. Le 27 juin, il est crédité de son premier sauvetage face aux Rockies du Colorado, remplaçant Ryan Dempster au poste de stoppeur. Pour sa deuxième saison, il apparait lors de 59 rencontres en relève et retire 96 frappeurs sur prises en 69 1⁄3 manches. Avec une moyenne de 1,43 point mérité, il se classe troisième derrière J.J. Putz (Mariners de Seattle) et Takashi Saito (Dodgers de Los Angeles) pour les lanceurs avec un minimum de 50 manches lancées en Ligue majeure[réf. nécessaire]. Il fait ses débuts en séries éliminatoires mais accorde trois points mérités aux Diamondbacks de l'Arizona en trois manches et encaisse la défaite dans premier match de la Série de divisions où les Cubs subissent l'élimination.

#### Saison 2008
Avant le début de la saison 2008, Mármol est en compétition avec Kerry Wood et Bob Howry pour le poste de stoppeur titulaire. Lou Piniella, le manager des Cubs, donne sa préférence à Wood, plus performant pendant les matchs de préparation. Au début de la saison, Mármol confirme ses performances comme lanceur de relève et manque de peu une sélection pour le All-Star Game de la MLB 2008 lors du vote des joueurs. Le 13 juillet, il est nommé comme remplaçant de son coéquipier Kerry Wood, blessé à la main, dans l'équipe de la Ligue nationale. Il termine la saison avec une brillante moyenne de points mérités de 2,68 en 82 sorties. Il impressionne en réussissant 114 retraits sur des prises en à peine 87 manches et un tiers lancées. Il effectue, sans grand succès, deux sorties dans la Série de divisions qui voit les Cubs subir l'élimination face aux Dodgers de Los Angeles. Avec deux points mérités accordés en deux manches et deux tiers, sa moyenne est de 6,75 pour cette courte série éliminatoire.

#### Saison 2009
En 2009, il enregistre 15 sauvetages pour les Cubs avant de s'imposer comme stoppeur de l'équipe pour les saisons suivantes.

#### Saison 2010
En 2010, il est envoyé au monticule dans 77 parties : il enregistre 138 retraits sur des prises en seulement 77 manches et deux tiers lancées et protège la victoire des Cubs en 38 occasions, bon pour une 4e place parmi les releveurs de la Ligue nationale. Sa moyenne de points mérités n'est que 2,55 cette année-là.

#### Saison 2011
En 2011, sa moyenne de points mérités fait un bond et atteint 4,01 en 74 manches lancées, au cours desquelles il obtient 99 retraits au bâton. Gagnant dans seulement 2 de ses 8 décisions, il réussit tout de même 34 sauvetages.

#### Saison 2012
Marmol connaît un difficile début de saison 2012 et est temporairement retiré du rôle de stoppeur avant de retrouver cette fonction et enregistrer finalement 20 sauvetages. En 55 manches et un tiers lancées lors de 61 matchs, il compte 72 retraits sur des prises, trois victoires, trois défaites et une moyenne de points mérités de 3,42. Sa moyenne de retraits sur des prises par 9 manches lancées est en baisse constante : elle passe de 16 en 2010 à 12 en 2011 puis 11,7 en 2013.

#### Saison 2013
Sa moyenne de points mérités s'élève à 5,86 après 27 manches et deux tiers lancées en 31 parties en 2013. Il a deux victoires et quatre défaites mais seulement deux sauvetages, les Cubs ayant plutôt confié le travail de stoppeur à Kevin Gregg. Il compte 32 retraits sur des prises pour une moyenne de 10,4 par 9 manches au monticule.

### Dodgers de Los Angeles
Le 2 juillet 2013, les Cubs échangent Carlos Mármol aux Dodgers de Los Angeles contre le lanceur de relève droitier Matt Guerrier. Pour la première fois depuis longtemps, il se montre efficace : sa moyenne de points mérités s'élève à 2,53 avec 27 retraits sur des prises en 21 manches et un tiers lancées lors de 21 sorties en relève pour les Dodgers. En revanche, il accorde 19 buts-sur-balles. Il apparaît dans deux matchs de séries éliminatoires et blanchit en trois manches et deux tiers les Cardinals de Saint-Louis dans la Série de championnat de la Ligue nationale, ne leur donnant qu'un coup sûr et un but-sur-balles.

### Marlins de Miami
Le 11 février 2014, Mármol signe un contrat d'un an avec les Marlins de Miami. Après 13 manches et un tiers lancées en 15 matchs pour Miami, sa moyenne de points mérités s'élève à 8,10 et il a perdu 3 matchs. Il est libéré le 19 mai 2014.

### Indians de Cleveland
Le 28 mai 2014, Marmol signe chez les Reds de Cincinnati et est assigné à leur club-école de Louisville. Il quitte cette équipe des ligues mineures sans permission vers la mi-juin après 3 matchs joués. Il joue finalement la saison 2015 dans les ligues mineures avec les Clippers de Columbus, un club affilié aux Indians de Cleveland.

### Red Sox de Boston
Il signe un contrat des ligues mineures avec les Red Sox de Boston le 16 février 2016.

## Statistiques
| Saison | Équipe       | G   | GS | CG | SHO | V  | D  | SV | IP    | SO  | ERA  |
| ------ | ------------ | --- | -- | -- | --- | -- | -- | -- | ----- | --- | ---- |
| 2006   | Chicago Cubs | 19  | 13 | 0  | 0   | 5  | 7  | 0  | 77.0  | 59  | 6,08 |
| 2007   | Chicago Cubs | 59  | 0  | 0  | 0   | 5  | 1  | 1  | 69.1  | 96  | 1,43 |
| 2008   | Chicago Cubs | 82  | 0  | 0  | 0   | 2  | 4  | 7  | 87.1  | 114 | 2,68 |
| 2009   | Chicago Cubs | 79  | 0  | 0  | 0   | 2  | 4  | 15 | 74.0  | 93  | 3,41 |
| 2010   | Chicago Cubs | 77  | 0  | 0  | 0   | 2  | 3  | 38 | 77.2  | 138 | 2,55 |
| Totaux | Totaux       | 316 | 13 | 0  | 0   | 16 | 19 | 61 | 385.1 | 500 | 3,25 |

| Saison | Équipe       | G | GS | CG | SHO | V | D | SV | IP  | SO | ERA  |
| ------ | ------------ | - | -- | -- | --- | - | - | -- | --- | -- | ---- |
| 2007   | Chicago Cubs | 2 | 0  | 0  | 0   | 0 | 1 | 0  | 3.0 | 6  | 9,00 |
| 2008   | Chicago Cubs | 2 | 0  | 0  | 0   | 0 | 0 | 0  | 2.2 | 3  | 6,75 |
| Totaux | Totaux       | 4 | 0  | 0  | 0   | 0 | 1 | 0  | 5.2 | 9  | 7,94 |

Note: G = Matches joués ; GS = Matches comme lanceur partant ; V = Victoires ; D = Défaites ; 
 SV = Sauvetages ; IP = Manches lancées ; SO = retraits sur des prises ; ERA = Moyenne de points mérités.